# 네페르카레 2세

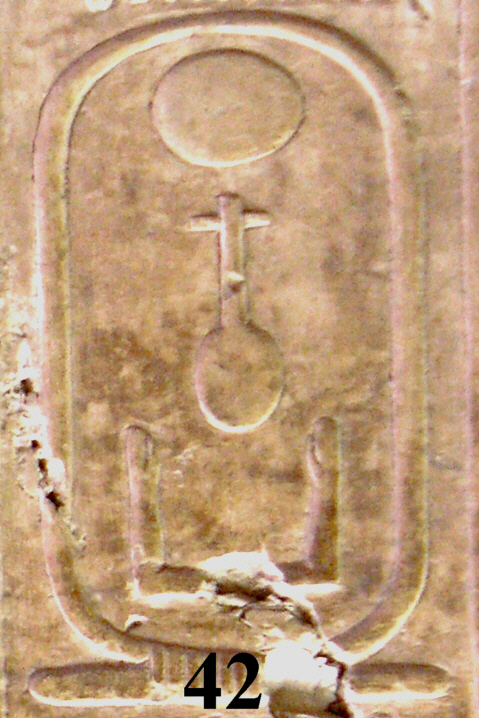

네페르카레 2세(Neferkare II)는 이집트 제1중간기의 파라오로, '레의 영혼은 아름답다.'라는 뜻이다. 아비도스 왕 목록에서만 등장한다.
| 전임 멘카레 ? | 이집트 제7왕조의 파라오 ? | 후임 네페르카레 네비 ? |